# Ammerswil
Ammerswil est une commune suisse du canton d'Argovie, située dans le district de Lenzbourg.

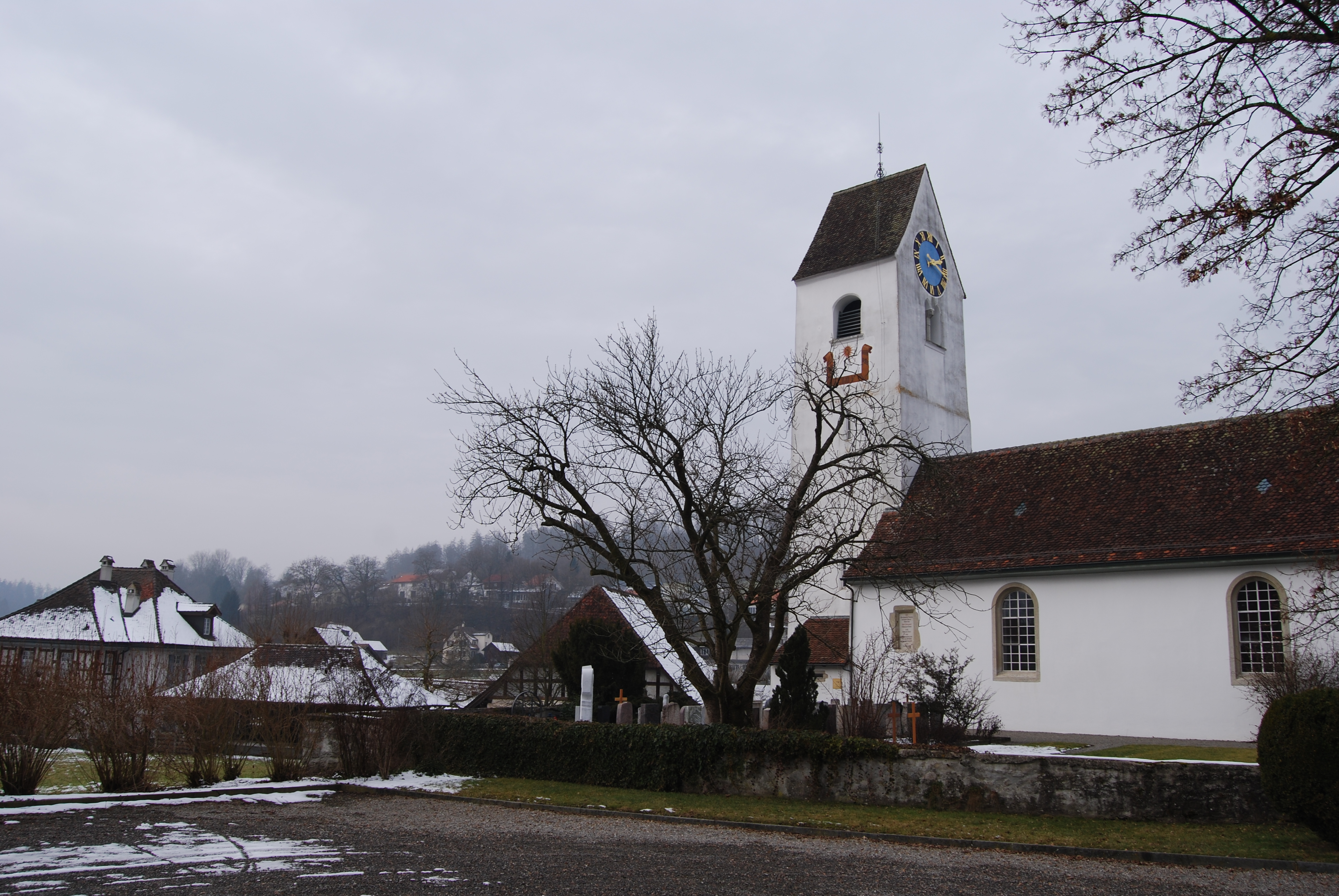
Église et centre du village d'Ammerswil.

Photo aérienne (1970).

## Monuments et curiosités
L'église paroissiale réformée est composée d'une nef unique en style roman tardif, à laquelle un chœur fut adjoint en 1640. Le clocher a un toit en bâtière. Elle forme un tout avec la cure en style néo-classique bâtie par Carl Ahasver de Sinner en 1783 et un grenier prébendier avec galerie couverte datant de 1685.